# Mira (cântăreață)
Maria Mirabela Cismaru (n. 12 martie 1995, Târgu Jiu, Gorj, România), cunoscută sub numele de scenă Mira (stilizat MIRA), este o cântăreață română. Mira s-a făcut cunoscută odată cu apariția în al doilea sezon al emisiunii de talente Vocea României, unde l-a avut ca mentor pe cântărețul și compozitorul Marius Moga. 

## Biografie
Mira s-a născut în Târgu Jiu și a crescut în Rovinari. Încă de mică, ea își însoțea mama la nunți în orașul natal, alături de care cânta muzică populară. La vârsta de 13 ani s-a înscris la Palatul Copiilor din Târgu Jiu, unde a studiat timp de trei ani, muzică ușoară. Apoi, Mira a făcut parte din trupa Anonim Band, timp în care și-a descoperit pasiunea pentru chitară. Mira a încercat să se promoveze și pe Internet, interpretând coveruri care au strâns mii de vizualizări pe YouTube. 
Mira s-a făcut remarcată și la concursurile de frumusețe. În decembrie 2011, ea a câștigat concursul Miss Crăciunița din Rovinari, reușind să le surclaseze pe celelalte concurente. În același an a câștigat și premiul I la Festivalul Național de Muzică Ușoară „Iulian Andreescu” .
Mira și-a făcut apariția în lumea muzicii în 2012, alături de DJ Marc Ryan, atunci sub numele de Aria, cu piesa „So (la la)”. Tot în același an a participat la show-ul Vocea României, în echipa lui Marius Moga. După participarea la Vocea României, Mira și-a construit o carieră muzicală și a lansat numeroase piese de succes. 
Primele piese sub numele de Mirabela sau Mira au fost colaborări cu Allexinno la „Loving You” și „In Love” în 2013 respectiv Zhao la „Zi-mi ceva” din 2014. Începând cu 2014, ea a devenit artist Global Records, casă de discuri a Innei, fiind colegă cu Antonia, Sasha Lopez și Lariss, printre alții și a urmat și primul single solo: „Like”, o piesă compusă de Theea Miculescu . Tot în 2014 a lansat și una dintre piesele ei de suflet, „Dragostea nu se stinge” în colaborare cu Kio și What's Up și care s-a bucurat de un mare succes. „Dragostea nu se stinge” este și piesa care i-a lansat cariera făcând-o cunoscută și publicului larg. 
În 2015, Mira a lansat piesa solo „Baladă de iubire”, precum și două colaborări cu Piticu' la „Petrecere de adio" și Corina și Skizzo Skillz la „Fete din Balcani”, cea din urmă fiind un super hit cu zeci de milioane de vizualizări pe YouTube.  Dacă anul 2016 a fost puțin mai sărac având doar hitul „Bella”, a urmat un an 2017 foarte plin. În luna martie a anului 2017 lansa piesa „Anii mei” și în septembrie „Uit de tine”, două dintre cele mai de succes single-uri ale artistei până în ziua de astăzi. Tot în 2017, în septembrie, Mira a devenit noua solistă a trupei DJ Project, alături de care a scos două piese: „Omnia” (noiembrie 2017) și „Inimă nebună” (martie 2018). „Inimă nebună” a fost un hit instant, ajungând pe primele locuri în toate topurile și adunând zeci de milioane de vizualizări. 
Anul 2018 se poate spune că a fost anul consacrării. După hituri precum „Dragostea nu se stinge”, „Bella”, „Anii mei”, „Uit de tine”, Mira a câștigat la categoria „Star Debut” în cadrul premiilor Antena Stars și a lansat două piese solo „Vina” și „Tu mă faci” precum și colaborările cu DJ Project la „Inimă nebună”, și Vescan la „Ce-o fi, o fi”, care i-au solidificat poziția printre cele mai apreciate și iubite artiste din România. În luna Mai a fost selectată să cânte și la „FORZA ZU”, unul dintre cele mai mari concerte organizate în țară unde participă cei mai în vogă cântăreți, concert cu intrare liberă, organizat de Radio ZU . În luna Decembrie a cântat și în cadrul programului special „Orașul Faptelor Bune” organizat tot de Radio ZU, un concert caritabil menit să ajute la strângerea banilor pentru cazurile prezentate pe parcursul zilei .
Anul 2019 a fost marcat de încă două hituri ale deja celebrei artiste: „Cum de te lasă” - cea mai de succes piesă solo și „Străzile din București” (feat. Florian Rus) - probabil cea mai cunoscută și iubită piesă de către fani. Cele două single-uri se auzeau peste tot, de la posturi de televiziune sau radio, în magazine, cluburi și petreceri. Și în acest an Mira a fost invitată să cânte atât la „FORZA ZU” cât și la „Orașul Faptelor Bune”, certificându-i din nou locul printre cei mai apreciați artiști români.
Anul 2020 a fost cel mai plin, cu piesă după piesă, în pregătirea lansării primului album. În cadrul galei „I Success – Femei de succes” Mira a primit premiul pentru „Cel mai difuzat artist pop al anului 2020”. În acest an Mira a lansat nu mai puțin de 8 piese din care 6 de pe album, o colaborare cu Lino Golden („Maracas”) și un cover după hitul internațional de la O-ZONE, „Dragostea din tei”. Piesele au fost din nou primite foarte bine de către fani cu „O privire”, „Învață-mă” și „Cineva” fiind cele mai apreciate. „Cineva” este una dintre cele mai personale piese ale cântăreței, emoția simțindu-se în fiecare vers. Mira a fost din nou pe lista artiștilor de la „FORZA ZU”, concert care însă nu s-a putut desfășura din cauza pandemie globale.
Albumul intitulat „MiraDivina” a fost lansat în ianuarie 2021 în librăriile „Cărturești” și în online și din martie a fost disponibil peste tot. Acesta a primit numeroase cuvinte de laudă și a fost un real succes. Albumul este foarte personal, fiecare vers este trăit și inspirat din propria experiență. Iar fanii au răsplătit-o pe măsură pentru autenticitatea ei, fiind la fel de generoși precum este ea cu ei. Mira are acum peste un milion de fani pe Instagram, multe colaborări de succes și zeci de milioane de vizualizări pe YouTube.
În 2021 a lansat și ultimele 2 piese de pe album: „Arctic” și „Zi merci” care s-a bucurat și de un videoclip. Prima piesă lansată în acest an a fost însă o surpriză, „Nave spațiale”, o piesă atipică dar cu un vibe bun și care a prins repede. Tot în 2021 Mira și-a anunțat fanii că va lansa și un al 2-lea album care va fi unul doar cu colaborări și este deja în lucru. Deja a fost lansat și primul single intitulat „Cheia inimii mele” în care se reface parteneriatul de succes cu DJ Project. Mira nu a dezamăgit nici de această dată și piesa a devenit un real hit fiind difuzată pe aproape toate posturile de radio și televiziune zi de zi spre bucuria fanilor. În 11 noiembrie frumoasa artistă le-a făcut o nouă surpriză fanilor și a postat pe canalul ei de Youtube un colind alături de mama sa, Aurelia Cimpoieru intitulat „Dragă moșule”, videoclipul oficial urmând să fie lansat pe data de 1 decembrie. În data de 16 noiembrie a aceluiași an 2021, Mira a lansat cel de-al doilea single de pe viitorul album, „Deziubește-mă”, o colaborare mult așteptată cu cântărețul Mario Fresh. Piesa a strâns peste 500.000 de vizualizări pe YouTube în doar 24 de ore.
La începutul lunii aprilie, Mira a lansat prima piesă a anului 2022 intitulată „Tu cu ea”. Piesa este o nouă colaborare, de această dată cu Lora și a putut fi ascultată în premieră la Radio ZU în data de 06/04/2022, cu două zile înainte de lansarea oficială . În luna mai a anului 2022 Mira a lansat un nou single - „Toată noaptea”, o nouă colaborare, de această dată cu Juno, pe numele său real Alex Stanciu.
După piesele lansate alături de DJ Project, Mario Fresh, Lora și Juno, Mira va lansa în data de 14 octombrie un nou single intitulat „16 ani” împreună cu Uzzi, pe numele său real Adrian Alin Demeter. Colaborarea cu celebrul membru al formației B.U.G._Mafia este una la care nu mulți s-ar fi așteptat dar care se anunță ca un mare succes. „16 ani” a fost difuzată în premieră cu o zi înainte de lansare pe postul de televiziune KissTV, din oră în oră. La aceeași piesă au mai fost lansate o variantă acustică cântată doar de către Mira și o variantă live în care cântă împreună cu Uzzi.
Dacă la începutul lunii decembrie, anul 2021, îndrăgita cântăreață lansa primul colind alături de mama sa, în data de 08 decembrie a anului 2022, aceasta a lansat pe canalul său de Youtube primul colaj de colinde. Colajul conține 6 colinde tradiționale, una dintre ele fiind cântată din nou împreună cu mama sa, Aurelia Cimpoieru. Tot în luna decembrie s-au reluat concertele caritabile în cadrul programului special „Orașul Faptelor Bune” la care Mira a fost din nou invitată.
La început de 2023 Mira a anunțat oficial și schimbările făcute în echipa sa pe parcursul anului trecut, astfel, noul manager este în prezent Monica Munteanu, de concerte se ocupă agenția Forward Agency și colaborează cu casa de producție HaHaHa Production. Prima piesă din anul 2023 a fost „Strawberry Heart”. După o serie de colaborări, aceasta este prima piesă solo după mai bine de un an și este totodată prima piesă integral în limba engleză.
La sfârșitul lunii martie, Mira a revenit cu un nou single solo intitulat „N-am să te las”. O piesă care îți dă putere, atunci când inima e prinsă în durere. O piesă care se ascultă în tăcere, dar care face zgomot în sufletele celor care au avut parte de o iubire neîmplinită. Cântecul care până în prezent a strâns peste 7.6 milioane de vizualizări pe YouTube a fost cântat prima dată live la Radio ZU.  La mai puțin de o lună, cântăreața a lansat o nouă piesă, o colaborare cu Bvcovia, pe numele său real Raduly Ioan Marian. „Bye, bye” este o piesa trap, atipică Mirei, care și-a obișnuit fanii mai mult cu piese sentimentale, dar care a dovedit mereu că se poate adapta oricărui stil muzical. 
După „Strawberry Heart”, artista a lansat o nouă piesă în limba engleză, „Come with me”, aceasta a fost foarte bine primită de către fani adunând milioane de vizualizări pe YouTube sau Spotify. La cinci ani de la prima lor colaborare de succes, Mira și Vescan s-au reunit pentru un nou single intitulat „Alo, alo”. Clipul și versurile prezintă o poveste de dragoste într-un mod amuzant care i-a încântat pe fani. „Alo, alo” e o piesă de iubire, dar fără suferință și dor, ci cu povești amuzante la receptor. 
Ultima piesă lansată în 2023 a fost colaborarea cu Theo Rose la hitul „Ca-n România”, diversificându-și din nou repertoriul muzical cu o piesă cu ritm balcanic. Aceasta a avut un real succes în mediul online. „Piesa asta are o poveste foarte interesantă și din acest motiv cred că are și o personalitate aparte. Stătea la sertar de mai bine de un an și într-un final am fost convinsă să o scot, dar am zis că nu o scot decât dacă Theo Rose o cântă cu mine. Am pus mâna pe telefon, am sunat-o și i-am zis: <<Teodoro, vezi dacă îți place piesa asta, dacă nu o cânți tu, n-o cântă nimeni>>  și nici 2 luni mai târziu, uite piesa, uite clipul. Hai, Doamne ajută, să o auzim la fiecare colț de stradă, să duduie în fiecare mașină și club!", a transmis MIRA.  După pauza provocată de pandemie, în anul 2023 se organizează o nouă ediție „FORZA ZU” la Brașov unde Mira este printre primii artiști invitați.  Anul îl încheie cu un concert caritabil în cadrul programului special „Orașul Faptelor Bune” .
Mira începe și anul 2024 cu o piesă care te trece prin toate stările și se oprește la un singur gând: gândul la acea persoana de care îți e dor. „Dor de tine” se bucură de un videoclip impresionant, probabil cel mai artistic și cinematic de până acum al cântăreței. „Piesa asta m-a trecut prin toate stările de la prima ascultare. După ce am ascultat-o prima dată și am înregistrat demo-ul, am știut că asta va fi următoarea lansare, fără ezitare. Când simți, simți, și așa e și cu dorul. Aștept părerile voastre pe YouTube și să îmi spuneți, a meritat răceala de după? Mulțumesc și tuturor implicați în acest proiect, ca de fiecare dată, teamwork is dreamwork.”, a scris MIRA pe pagina ei de Instagram.  Au urmat o serie de single-uri lansate la intervale relativ scurte de timp, fanii bucurându-se chiar si de 3 piese noi într-o singură lună, unele în română, altele în engleză și o premieră, o piesă în spaniolă: „Bad booty”, „Ce ai tu” - o continuare la „Alo, alo”, „Ring, ring”, „Duro” și „Ladida”. „DURO” este prima piesă în limba spaniolă continuând succesul pieselor „Come with me”, „Strawberry Heart” și „Bad Booty”. 
MIRA și Rareș Mariș colaborează pentru prima dată și lansează „Să fii tu” - o exprimare delicată și sensibilă a unei iubiri profunde și a dorinței de a se topi în întregime în persoana iubită. Vocile celor doi artiști se împletesc armonios, creând o atmosferă încărcată de emoție și pasiune, care te face să pui piesa pe repeat. Astfel, "Să fiu eu ochii tăi, să fiu eu gura ta…" devine un refren care rămâne întipărit în mintea voastră, capturând esența unei relații în care doi oameni își doresc să devină unul. 
Următorul single este „Love again”, o nouă piesă în limba engleză care a fost lansată doar cu un lyric video, la fel ca și „Duro” și „Ladida”.
După prima lor colaborare la „Toată noaptea”, Mira și JUNO revin și vă aduc „E Româncă”, o piesă care combină ritmurile moderne cu influențele folclorice, aducând un omagiu frumuseții și carismei femeilor românce. „Cu un vibe energic și refren captivant, piesa scoate în evidență farmecul unic al româncelor. Vocea dulce a Mirei și stilul dinamic al lui JUNO fac din această piesă o adevărată sărbătoare, iar tu nu vei vrea să stai deoparte". 
La sfârșitul lunii august, are loc a 11- a ediție de „FORZA ZU” la Baia Mare, unde Mira este din nou printre primii artiști invitați. Nelipsită din 2018, artista revine și în acest an pe scena Radio ZU 
„Pe 15 august, 2024 s-a dat startul filmărilor pentru primul film de lungmetraj produs de UNTOLD Universe- comedia MENTORII. Filmările vor dura trei săptămâni și vor fi realizate în mai multe locații din București și nu numai. Producătorii au dezvăluit totodată și cele mai noi nume care completează distribuția de excepție a filmului printre care este și Mira. Odată cu apariția în comedia MENTORII, Mira își face debutul în cinematografie. Extrem de îndrăgită în mediul online, cu peste 1,3 milioane de urmăritori pe rețelele de socializare, Mira a furat inimile fanilor cu vocea și melodiile sale pline de emoție. În cadrul comediei MENTORII, Mira va putea fi văzută în ipostaze inedite, pline de umor. Mira va avea un rol cheie - va interpreta personajul Magda Baltă, sora lui Johnny Baltă, rolul jucat de Cătălin Bordea. Magda va fi alături de fratele ei în încercarea lui de a-și transforma viața și a-i demonstra tatălui său că este un moștenitor de încredere. Nu vor lipsi însă intrigile și răsturnările de situație care vor pune la încercare cele două personaje.” 

## Viață personală
Mira a urmat primii trei ani de liceu la Colegiul Național „Spiru Haret” din Târgu Jiu, pentru ca ulterior să se înscrie la Liceul Tehnologic „Dumitru Dumitrescu” din Buftea pentru terminarea studiilor liceale. Își dorea din suflet să facă o carieră în muzică așa că s-a mutat în București la doar 18 ani unde a stat în chirie cu o prietenă de-a mamei sale. Într-un interviu acordat Știrilor Pro TV peste câțiva ani, în 2020, declara „Eu doream să fac muzică, eu nu văd altă variantă pentru mine, mama nu voia să fac muzică!”. Urmându-și visul dar continuându-și și studiile, în 2017 termină Facultatea de Litere din cadrul Universității din București, specializarea Etnologie, antropologie culturală și folclor.  
În septembrie 2017, Mira și băieții de la DJ Project au fost răniți într-un accident rutier produs în județul Vâlcea. Fratele vitreg al artistei, Robert Cimpoieru, a murit în martie 2018, tot într-un accident de mașină. Mira a trecut cu bine de acest moment greu și se bucură din plin de viață. În 2020 a reușit să își îndeplinească încă un vis, acela de a avea propria ei casă. Într-un interviu pentru numărul de septembrie al revistei „Cosmopolitan”, fiind întrebată ce îi place la noua casă și dacă aceasta o reprezintă Mira declara următoarele: „Îmi place tot! Am gândit fiecare părticică din ea. Am pus tot sufletul, asta și probabil pentru că este prima, nu știu dacă la următoarea o să mă mai comport așa. Mi-a răpit mult timp, dar și satisfacția este pe măsură. Cine a făcut o casă și a gândit-o din toate punctele de vedere sunt sigură că știe cât de greu e!”.

## Discografie

### Single-uri
| Titlu                                             | An   | Poziții |
| Titlu                                             | An   | ROU     |
| ------------------------------------------------- | ---- | ------- |
| „So (la la)” (feat. DJ Marc Ryan)                 | 2012 |         |
| „Loving You” (feat. Allexinno)                    | 2013 |         |
| „In Love” (feat. Allexinno)                       | 2013 |         |
| „Zi-mi ceva” (feat. Zhao)                         | 2014 |         |
| „Like”                                            | 2014 |         |
| „Masca lui Zorro”                                 | 2014 |         |
| „Dragostea nu se stinge” (feat. Kio & What's Up)  | 2014 |         |
| „Balade de iubire”                                | 2015 |         |
| „Fete din Balcani” (feat. Corina & Skizzo Skillz) | 2015 |         |
| „Petrecere de adio” (feat. Piticu)                | 2015 |         |
| „Bella”                                           | 2016 |         |
| „Anii mei”                                        | 2017 |         |
| „Uit de tine”                                     | 2017 |         |
| „Omnia” (feat. DJ Project)                        | 2017 |         |
| „Drăguț de sărbători”                             | 2017 |         |
| „Vina”                                            | 2018 |         |
| „Inimă nebună” (feat. DJ Project)                 | 2018 |         |
| „Ce-o fi, o fi” (feat. Vescan)                    | 2018 |         |
| „Tu mă faci”                                      | 2018 |         |
| „Cum De Te Lasă”                                  | 2019 |         |
| „Străzile din București” (feat. Florian Rus)      | 2019 | 1       |
| „Maldita Noche”                                   | 2019 |         |
| „Cădere în Gol” (feat. Alex Velea)                | 2019 |         |
| „De ce?”                                          | 2020 |         |
| „Plus și minus”                                   | 2020 |         |
| „O privire"                                       | 2020 |         |
| „Învață-mă"                                       | 2020 |         |
| „Maracas" (feat. Lino Golden)                     | 2020 |         |
| „Dragostea din Tei” (cover O-ZONE)                | 2020 |         |
| „Zero Absolut”                                    | 2020 |         |
| „Cineva”                                          | 2020 |         |
| „Nave spațiale”                                   | 2021 |         |
| „Arctic”                                          | 2021 |         |
| „Zi merci”                                        | 2021 |         |
| „Cheia inimii mele” (feat. DJ Project)            | 2021 |         |
| „Dragă Moșule” (feat. Aurelia Cimpoieru)          | 2021 |         |
| „Deziubește-mă” (feat. Mario Fresh)               | 2021 |         |
| „Tu cu ea” (feat. Lora)                           | 2022 |         |
| „Toată noaptea” (feat. Juno)                      | 2022 |         |
| „16 ani” (feat. Uzzi)                             | 2022 |         |
| „Strawberry Heart”                                | 2023 |         |
| „N-am să te las”                                  | 2023 |         |
| „Bye, Bye” (feat. Bvcovia)                        | 2023 |         |
| „Come with me”                                    | 2023 |         |
| „Alo, alo” (feat. Vescan)                         | 2023 |         |
| „Ca-n România” (feat. Theo Rose)                  | 2023 |         |
| „Dor de tine”                                     | 2024 |         |
| „Bad booty”                                       | 2024 |         |
| „Ce ai tu”                                        | 2024 |         |
| „Ring, ring”                                      | 2024 |         |
| „Duro”                                            | 2024 |         |
| „Ladida”                                          | 2024 |         |
| „Să fii tu” (feat. Rareș Mariș)                   | 2024 |         |
| „Love again”                                      | 2024 |         |
| „E româncă” (feat. Juno)                          | 2024 |         |
| „Încă ne iubim” (feat. Florian Rus)               | 2024 |         |
| „Bota”                                            | 2024 |         |
| „Toată Lumea Dansează”                            | 2025 |         |
| „Nu mă ia”                                        | 2025 |         |
| „Bună dimineața” (feat. Liviu Teodorescu)         | 2025 |         |
| „Cu tălpile goale”                                | 2025 |         |

### Albume
- 2021 – „MiraDivina”